# Linha 1 do Metrô de Los Teques
A Linha 1: Las Adjuntas ↔ Alí Primera é uma das linhas em operação do Metrô de Los Teques, inaugurada no dia 3 de novembro de 2006. Estende-se por cerca de 9,5 km. A cor distintiva da linha é o azul.
Possui um total de 3 estações em operação, das quais 2 são superficiais e 1 é elevada. A Estação Las Adjuntas possibilita integração com as linhas do Metrô de Caracas, enquanto que a Estação Alí Primera possibilita integração com a Linha 2 do Metrô de Los Teques.
A linha é operada pela C. A. Metro Los Teques. Atende o município Libertador, que integra o Distrito Capital, e o município Guaicaipuro, situado no estado de Miranda.

## Estações
| Nome         | Inauguração           | Município   | Integração | Posição    | Latitude      | Longitude     |
| ------------ | --------------------- | ----------- | ---------- | ---------- | ------------- | ------------- |
| Las Adjuntas | 3 de novembro de 2006 | Libertador  |            | Superfície | 10° 25' 33" N | 67° 00' 46" O |
| Ayacucho     | 7 de outubro de 2015  | Guaicaipuro | -          | Elevada    | 10° 21' 44" N | 67° 01' 43" O |
| Alí Primera  | 3 de novembro de 2006 | Guaicaipuro |            | Superfície | 10° 21' 08" N | 67° 02' 20" O |